# Atholus singalanus
Atholus singalanus är en skalbaggsart som först beskrevs av Sylvain Auguste de Marseul 1880.  Atholus singalanus ingår i släktet Atholus och familjen stumpbaggar. Inga underarter finns listade i Catalogue of Life.